# 碧落寺
35°33′37″N 112°48′34″E / 35.56028°N 112.80944°E
碧落寺位于中国山西省晋城市泽州县巴公镇南连氏村，2006年被列为第六批全国重点文物保护单位。
碧落寺始建于北齐，盛于唐，曾名列古代泽州四大寺之首。寺坐北朝南，分东、中、西三院，现存北齐石窟一座、唐代石窟两座、唐代石龛十余龛、明代石拱桥两座，其它建筑多为清代及现代建筑。